# Die glückliche Hand
Die glückliche Hand (títol original en alemany, La mà beneïda, op. 18) és un Drama mit Musik ("drama amb música") en quatre escenes amb música i llibret en alemany d'Arnold Schönberg. Es va estrenar a Viena el 24 d'octubre de 1924 dirigida per Fritz Stiedry.

## Origen i context
Va ser composta entre 1910 i 1913. Com Erwartung, composta un any abans, va estar molt influïda pel llibre d'Otto Weininger Sexe i caràcter. A diferència d'Erwartung, Schönberg en aquest cas va escriure el llibret ell mateix. El missatge subjacent de la peça és que l'home segueix cometent una vegada i una altra els mateixos errors.
La trama està desenvolupada a partir d'esdeveniments de la vida personal de Schönberg. La música de Schönberg no era ja tan ben rebuda com en anys anteriors. També, dos anys abans de la composició de l'obra, Mathilde, l'esposa de Schönberg, va tenir una relació amb el pintor Richard Gerstl i encara que ella va tornar amb Schönberg, això va tenir un efecte perdurable en la seva relació.

## Argument
El drama es desenvolupa en un acte en el qual hi ha quatre escenes. Dura al voltant de vint minuts.
La posada en escena de Die glückliche Hand és complexa a causa de l'amplitud d'efectes escènics que s'han de combinar amb l'ús d'il·luminació acolorida.
El drama representa un cicle inexorable de la difícil situació de l'home i comença i acaba amb el personatge masculí lluitant amb el monstre a la seva esquena. El personatge masculí canta sobre el seu amor per una jove dona (mim) però, malgrat aquest amor, ella el deixa per un cavaller ben vestit (mim). Ell sent que ella l'ha deixat temporalment i al final, quan ella torna, la perdona i torna la seva felicitat. De nou la dona es retira. Es veu més tard a la dona amb el cavaller, i el solista masculí implora a la dona que es quedi amb ell, però ella s'escapa i dona una puntada de peu a una roca dirigida a ell. Aquesta roca es transforma en el monstre que s'havia vist al principi a l'esquena de l'home. D'aquesta manera, el drama acaba on va començar.